# Brielse Meerleiding
De Brielse Meerleiding is een buisleiding van ruim vier kilometer lang die zoet water vanuit het Brielse Meer via gemaal Westland naar het Oranjekanaal bij Hoek van Holland brengt. Van hieruit komt het zoete water terecht in de vaarten en sloten in het Hoogheemraadschap van Delfland. De leiding werd in 1988 in gebruik genomen. De leiding heeft een capaciteit van 4000 liter per seconde. De leiding kruist het Hartelkanaal, het Calandkanaal en de Nieuwe Waterweg.

## Geschiedenis
Water van goede kwaliteit is belangrijk voor de tuinbouw in het Westland die al sinds de aanleg van de Nieuwe Waterweg aan het einde van de negentiende eeuw bedreigd wordt door verzilting.
Voordat de Brielse Meerleiding werd aangelegd verkreeg het gebied toevoer van zoet water alleen via het speciaal hiervoor gebouwde Gemaal mr.dr.Th.F.J.A. Dolk in Leidschendam. Aangezien de capaciteit van het gemaal Dolk beperkt was, werd er al in de jaren 50 over meer mogelijkheden nagedacht om zoet water aan te voeren. De aanleg van kanaal Waddinxveen-Voorburg werd overwogen. In 1981 werd besloten tot de bouw van de gesloten leiding in plaats van de aanleg van een kanaal.

## Wetenswaardigheden
Andere waterwerken die zijn aangelegd om zoetwater naar West-Nederland te brengen in tijden van droogte zijn onderdelen van de Klimaatbestendige Wateraanvoervoorziening.